# George Katona
George Katona (Budapest, 1901. november 6. – Berlin, 1981. június 18.) osztrák-magyar származású amerikai prominens pszichológus, közgazdász és gazdaságpszichológus.

## Életútja
1921-ben doktorált Göttingenben és négy évvel később az USA-ba emigrált. Élete végéig megmaradt az amerikai és a németországi kötődéseinél, amit munkássága, publikációi és elismertsége is visszatükröz: 1926 és 1933 között a Der Deutsche Volkswirt Berlin című folyóirat egyik kiadója és 1929 és 1933 között The Wall Street Journal, New York. levelező munkatársa volt. Az 1940-es években kifejlesztette University of Michigan Consumer Sentiment Indexet, amellyel az USA-ban a privát háztartások fogyasztási hajlandóságát mérik, ezzel mintegy bekapcsolódott a reklámpszichológiába is.
Élete végén a Freie Universität Berlin díszdoktorátussal tüntette ki.

## A gazdaságpszichológia szempontjából legjelentősebb angol nyelvű munkái
- War Without Inflation, The Psychological Approach to Problems of War Economy. New York, 1942
- Psychological Analysis of Economic Behavior. New York-London-Toronto, 1951
- Psychological economics. New York, NY [u.a.] : Elsevier, 1975

## A gazdaságpszichológia szempontjából legjelentősebb német nyelvű munkái
- Die Macht des Verbrauchers. Düsseldorf : Econ-Verl., 1962
- Der Massenkonsum. Wien : Econ-Verl., 1965

## Hatása és kritikája
George Katona nyomdokában a francia Pierre Louis Reynaud (1908–1981) elsősorban makrogazdasági folyamatok vizsgálatával járult hozzá gazdaságpszichológia fejlesztéséhez és Katonával egyetemben hangsúlyozta a teóriaképzés fontosságát.
Reynaud a gazdaságpszichológia jellegét áruház-karakter jelzővel minősítette, értve alatta az egységes teória hiányát illetve a gazdaságpszichológia elaprózását, témákra szakadását.